# Ebrach
Ebrach är en köping (Markt) i Landkreis Bamberg i Regierungsbezirk Oberfranken i förbundslandet Bayern i Tyskland.
Köpingen ingår i kommunalförbundet Ebrach tillsammans med köpingen Burgwindheim.